# Oligophlebodes zelti
Oligophlebodes zelti är en nattsländeart som beskrevs av Nimmo 1971. Oligophlebodes zelti ingår i släktet Oligophlebodes och familjen Uenoidae. Inga underarter finns listade i Catalogue of Life.